# Arctic Air
Artic Air es una serie de televisión canadiense de drama y suspenso, producida por CBC televisión.

## Sinopsis
Arctic Air trata sobre una línea aérea con base en la localidad de Yellowknife y la poco convencional familia que la administra. Los episodios tratan sobre conflictos interpersonales entre los protagonistas como también sobre misiones dramáticas con su vieja flota de aviones Douglas DC-3, de Havilland Canada DHC-3 Otter y otros.

## Elenco
- Adam Beach es Bobby Martin.
- Pascale Hutton es Krista Ivarson.
- Kevin McNulty es Mel Ivarson.
- John Reardon es Blake Laviolette.
- Stephen Lobo es Dev Danwer.
- Carmen Moore es Loren Cassway.
- Tanaya Beatty como Caitlin Janvier